# کوه‌های عسیر
کوه‌های عسیر (عربی: جِبَال ٱلْعَسِيْر) منطقه‌ای کوهستانی در جنوب‌غربی عربستان سعودی است که به موازات دریای سرخ کشیده شده‌است. این منطقه کوهستانی استان عسیر عربستان و بخش‌هایی در نزدیکی مرز یمن را در بر می‌گیرد. مساحت این کوه‌ها حدود ۱۰۰٬۰۰۰ کیلومتر مربع بوده و شامل کوه‌ها، دشت‌ها و دره‌های ارتفاعات عربستان است.
این کوه‌ها بخشی از کوه‌های سروات است که این کوه‌ها به موازات تهامه در بخش غربی شبه‌جزیره عربستان و به ویژه بخش‌های غربی عربستان سعودی و یمن کشیده شده‌اند.

## زمین‌شناسی
این کوه‌ها به‌طور عمده از سنگ‌های رسوبی مانند سنگ آهک، ماسه‌سنگ و شیل متعلق به دوره‌های ژوراسیک، کرتاسه و پالئوژن و بر روی پی‌سنگ گرانیتی ابردوران پرکامبرین تشکیل شده‌اند.

## تنوع زیستی
صعب‌العبور بودن این کوه‌ها باعث حفظ تنوع زیستی یکتای آن شده‌است. علاوه بر چندین گونه گیاهی قبلاً ناشناخته، چندین گونه جدید قارچ کپک مخاطی پلاسمودیومی در این منطقه کشف شده‌است. کوه‌های عسیر به عنوان یکی از آخرین زیستگاه‌های طبیعی پلنگ عربی شناخته می‌شود.

## نگارخانه

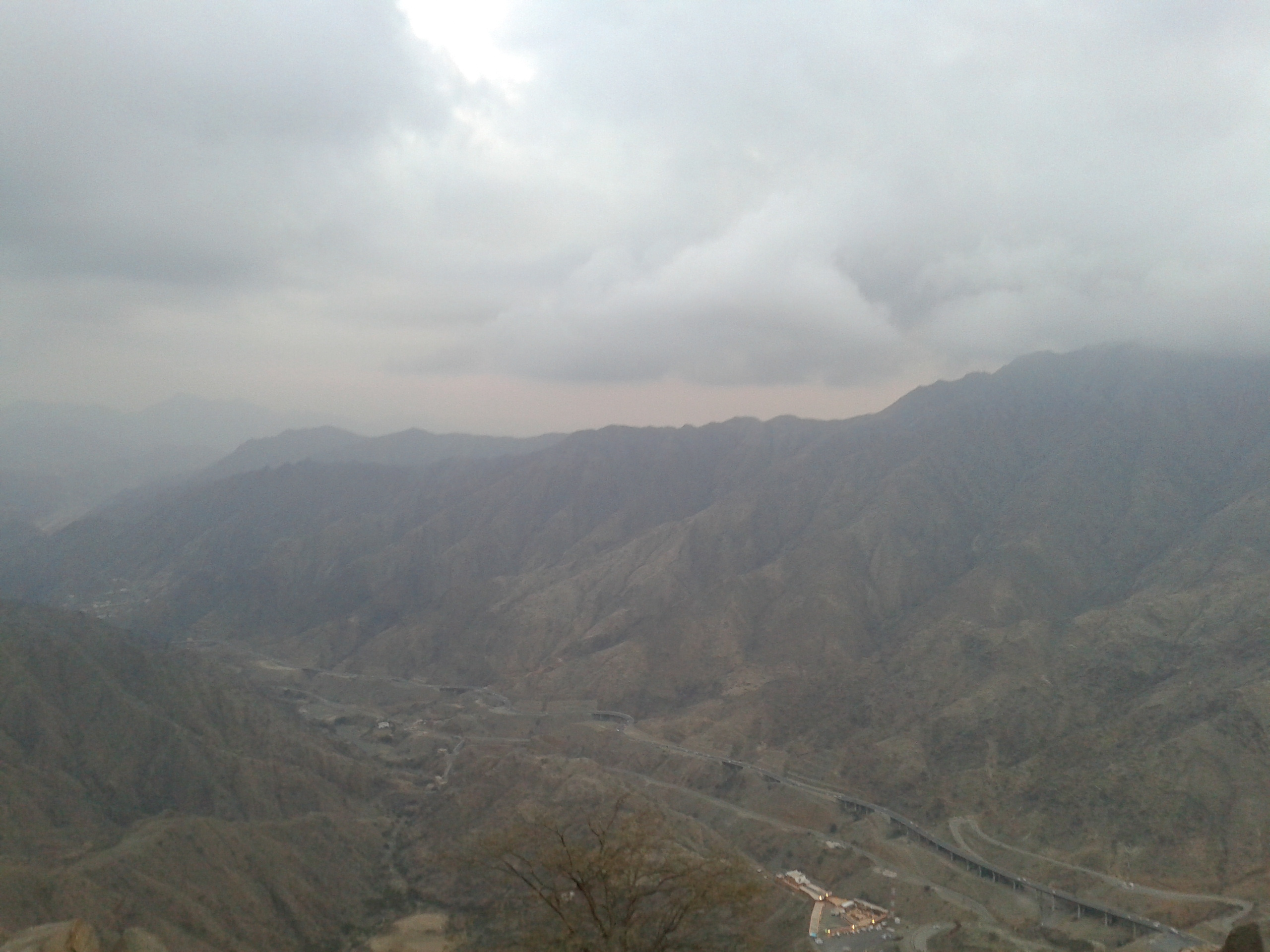
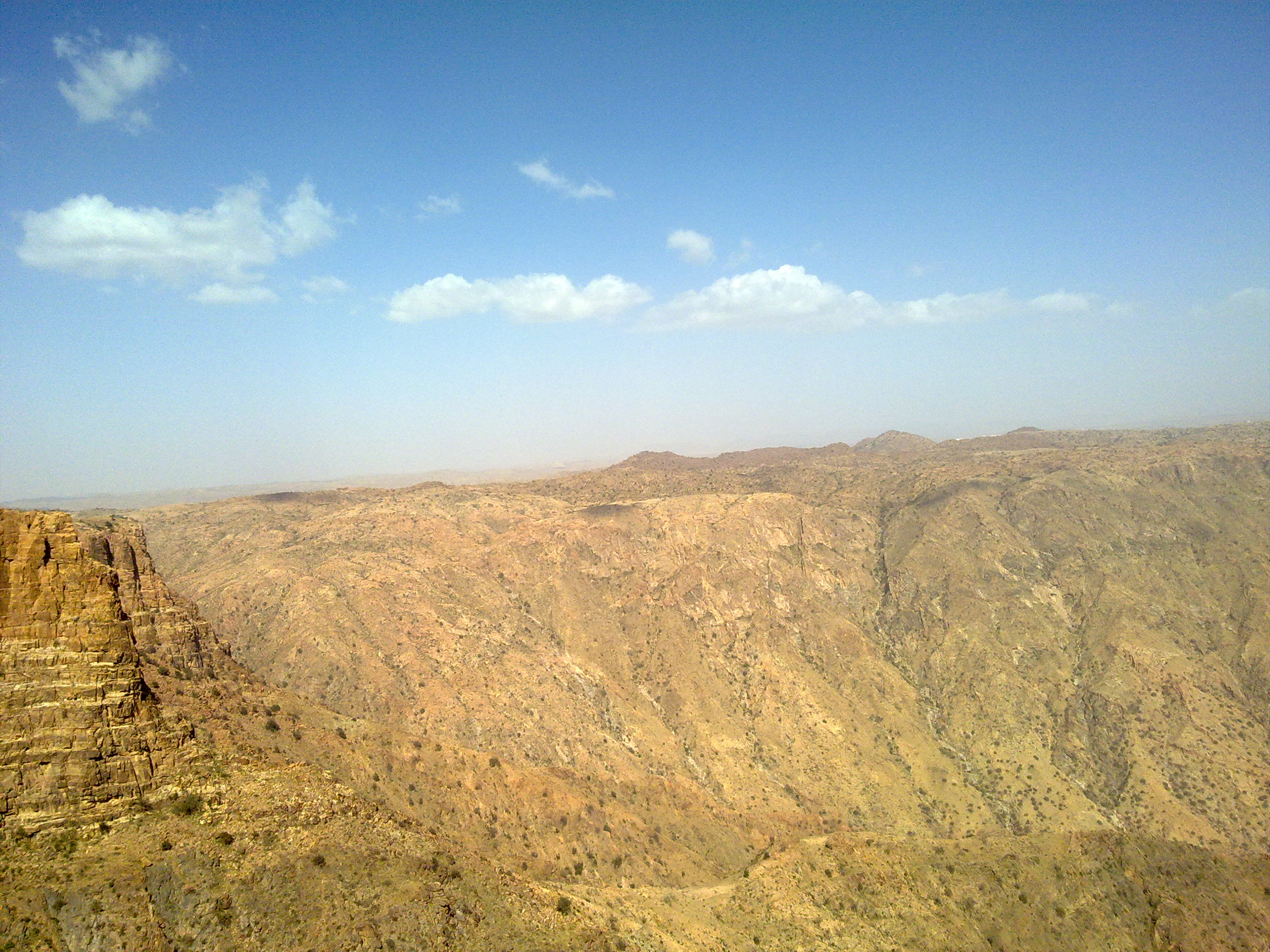
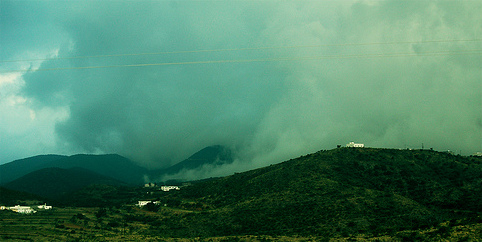